# Bestandskatalog
Ein Bestandskatalog ist ein nach wissenschaftlichen Standards erstelltes Verzeichnis der in einer Sammlung, z. B. einem Museum, aufbewahrten Objekte. 

## Definition
Ein Bestandskatalog listet die in einer Sammlung aufbewahrten Objekte auf, bildet sie ab und macht weitere Angaben die für die wissenschaftliche Forschung relevant sind. Anders als das einem bestimmten Künstler gewidmete Werkverzeichnis, das alle Arbeiten eines Künstlers aufführt, ohne Rücksicht auf den Aufbewahrungsort, werden hier alle in der Sammlung vorhandenen Objekte genannt. Dabei wird Wert auf Vollständigkeit gelegt, es spielt keine Rolle, ob ein Gegenstand derzeit für Besucher zugänglich ausgestellt ist oder in einem Magazin aufbewahrt wird.
Aufgrund des Umfanges des Bestands und auch der speziellen Kenntnisse des Bearbeiters werden allerdings für eine größere Sammlung meist mehrere Bestandskataloge erstellt, jeweils einer bestimmten Gattung (z. B. sämtliche Gemälde, sämtliche Skulpturen, sämtliche Radierungen etc.) gewidmet. Bei sehr großen Sammlungen kann auch innerhalb dessen noch nach Epochen unterschieden werden (etwa Gemälde des Barock, Skulpturen des Mittelalters usw.), es gibt auch Bestandskataloge zu archäologischen Objekten, zu Kunstgewerbe usw. 
Auch bestimmten Künstlern gewidmete Bestandskataloge werden erstellt, setzen aber voraus, dass in einer Sammlung eine hinreichende Anzahl von Werken eines bestimmten Urhebers vorhanden ist. Seltener sind Bestandskataloge nach Provenienz, die etwa alle Stücke auflisten, die aus dem Besitz einer bestimmten Person in eine Sammlung kamen.
Neuerdings sind viele Museen dazu übergegangen, ihre Bestände auch online zu präsentieren. Gegenüber dem gedruckten Bestandskatalog hat dies den Vorteil, dass eine Aktualisierung leicht möglich ist, indem etwa neu erschienene Literatur zu einem Objekt nachgetragen werden kann und die sich aus ihr ergebenden Erkenntnisse in den Text eingearbeitet werden können. Auch neu hinzugekommene Objekte lassen sich auf diese Weise leicht publizieren. Zudem können Abbildungen ohne Probleme in Farbe und hoher Auflösung präsentiert werden. Je nach Aufbau und Ausstattung der Präsentation sind auch verschiedene Suchen leicht möglich, die über die üblichen Register in einem Buch hinausgehen. 
Vorteilhaft ist ferner, dass die einzelnen Objekte sukzessive bearbeitet und dann sofort präsentiert werden können, während ein gedruckter Bestandskatalog erst nach vollständiger Bearbeitung aller zugehörigen Objekte in den Druck gegeben werden kann. Allerdings ist zu beachten, dass deshalb auch eine Online-Präsentation zu einem bestimmten Zeitpunkt nicht alle vorhandenen Objekte enthält.

## Inhalt
Vielen Bestandskatalogen ist eine Einführung vorangestellt die einen Überblick über die vorhandenen Objekte und die Geschichte der Sammlung geben soll. Hierauf folgt der eigentliche Katalogteil, er enthält zu jedem Objekt etwa folgende Angaben:
- Abbildung, ggf. vom derzeitigen und früheren Zustand, bei fragmentierten Objekten ggf. eine Rekonstruktionszeichnung
- Titel
- Material/Technik
- Abmessungen (H × B × T = Höhe × Breite × Tiefe)
- Datierung
- Inventarnummer
- Angaben zur Provenienz
- ggf. Angaben zum derzeitigen Aufbewahrungsort
- Literatur, in der das Werk besprochen wurde
- Ausgestellt bei/in

Hierauf folgt meist ein erläuternder Text der das Objekt genauer beschreibt, Angaben zu etwa erfolgten Restaurierungen und/oder naturwissenschaftlichen Untersuchungen macht und eine allgemeine Einordnung und Würdigung des Objekts versucht. 
Ziel eines Bestandskatalogs ist vor allem die Dokumentation der Sammlungsgegenstände für die wissenschaftliche Forschung. Daher enthält er mitunter auch zwischenzeitlich verlorengegangene Objekte, dabei werden die Angaben nach schriftlichen Unterlagen und Fotografien (soweit vorhanden) gemacht. In diesen Fällen kann die Veröffentlichung im Bestandskatalog auch dazu führen, dass gestohlene Objekte etwa im Handel erkannt und zurückgegeben werden. Auch Stücke, deren Echtheit zweifelhaft ist, finden sich häufig in Bestandskatalogen, wobei die Argumente für und gegen die Echtheit festgehalten werden. 
Da der Katalog den Bestand zu einem bestimmten Zeitpunkt wiedergibt, kann im Laufe der Zeit eine Neubearbeitung oder zumindest ein Nachtrag notwendig werden, der neu hinzugekommene Stücke auflistet.